# Nicolò Ormanetto

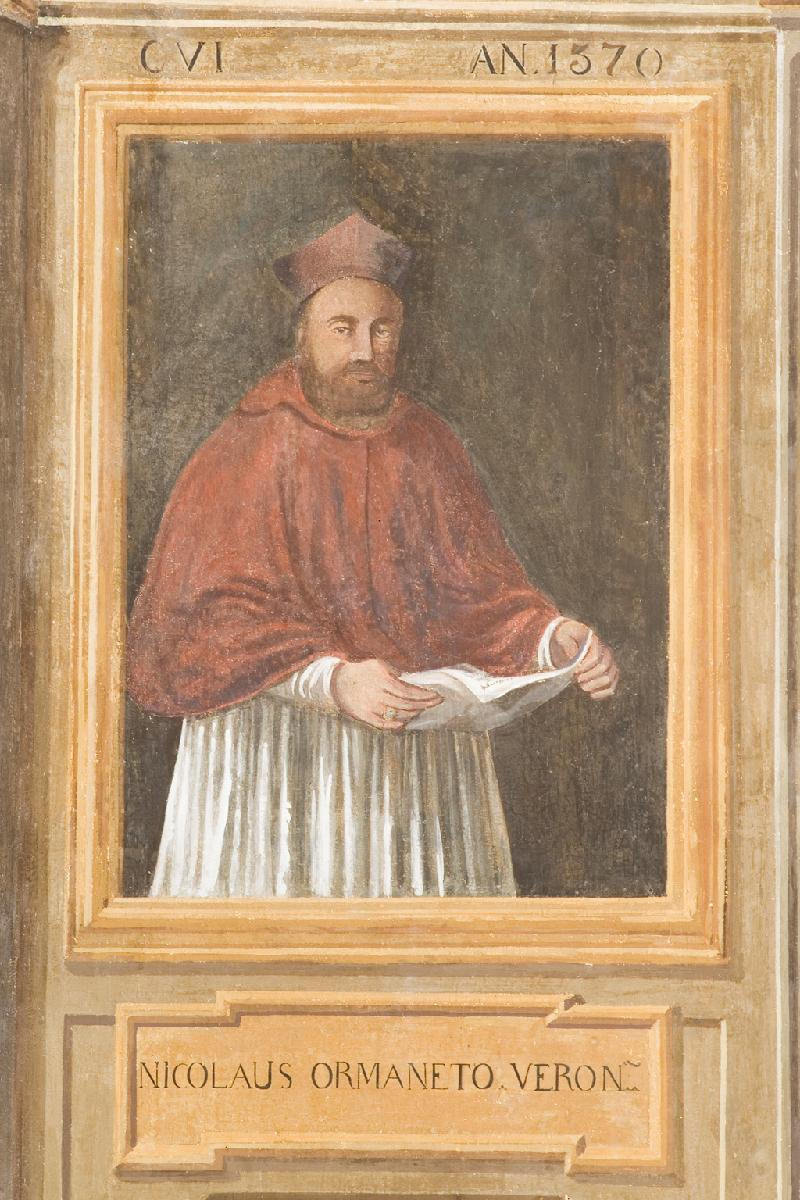
Nicolo Ormanetto, bisschop van Padua. Fresco in het bisschoppelijk paleis van Padua.

Nicolò Ormanetto (Verona, 1515 of 1516 – Madrid, 18 januari 1577) was een jurist uit de republiek Venetië werkzaam aan de Romeinse Curie in de Pauselijke Staat, alsook aan het Engelse koninklijk hof in Londen. Hij moest nadien de constituties van het Concilie van Trente (1543-1563), ter uitvoering van de Contrareformatie, opleggen in Milaan en Rome.
Later in zijn leven verkreeg hij het bisdom Padua (1570-1577) in de republiek Venetië, alsook de apostolische nuntiatuur in Madrid (1572-1577) in het koninkrijk Spanje.

## Levensloop

### Jurist en kerkjurist
Ormanetto was een zoon van notaris Francesco Ormanetto en diens derde vrouw Paola Bevilacqua. Hij groeide op in Verona. Zijn vader overleed vroeg en liet een fortuin achter aan de weduwe en kinderen. Met dit fortuin bekostigde zijn oom private lessen in literatuur en geschiedenis. Vervolgens boog Gian Matteo Giberti, bisschop van Padua, zich over zijn opvoeding. Door diens interventie deed Ormaneto rechtenstudies aan de universiteit van Padua. Hij behaalde het diploma van jurist in burgerlijk recht en canoniek recht. Ormanetto doceerde een korte tijd aan studenten publiekrecht uit de Romeinse Keizertijd.

#### Verona
Bisschop Giberti haalde Ormanetto weg van de universiteit om in het bisdom Verona te werken (1540). Ormanetto werkte als juridisch adviseur voor de bisschop. Hij bestudeerde de ontwerp-constituties van het lopende concilie van Trente. Zo kwam hij in contact met kardinaal Reginald Pole uit Engeland, een concilievader, die later de laatste rooms-katholieke aartsbisschop van Canterbury werd. Ormanetto werd benoemd tot aartspriester van Bovolone, het district van de zomerresidentie van de bisschop van Verona (1543). Na de dood van bisschop Giberti (1543) werkte Ormanetto nog voor de inquisitie van het bisdom Bergamo.

#### Rome
Ormanetto gaf nadien juridisch advies aan de Curie in Rome. Hij was secretaris van kardinaal Ercole Gonzaga en Bernardo Navagero. 

#### Londen

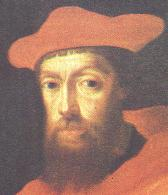
Kardinaal Reginald Pole, de laatste rooms-katholieke aartsbisschop van Canterbury

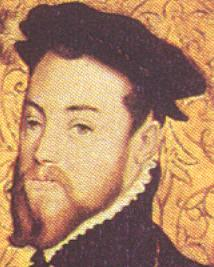
Filips II, koning van Spanje

Het was paus Julius III die Ormanetto naar Londen stuurde (1556) om juridische versterking te bieden aan kardinaal Pole. Pole was intussen geïnstalleerd als primaat van de Engelse Kerk. De paus was namelijk ongeduldig over de teruggave van kerkelijke goederen aan de Engelse Kerk. Ormanetto schreef mee aan het hervormingsproject getiteld Reformatio Anglae in de jaren 1555-1556, georganiseerd door de Engelse Nationale Synode. Dat de Engelse inquisitie anglicanen vervolgde met juridische steun van Ormanetto, beschadigde zijn imago bij de geestelijkheid. Tot grotere ramp voor Ormanetto werd kardinaal Pole zelf beschuldigd van ketterij in Rome (1557). Dit was het werk van Filips II, koning van Spanje en wat hem betrof koning-gemaal van Engeland door zijn huwelijk met Maria I van Engeland. Kardinaal Pole zond Ormanetto van Londen naar Rome om te ontmijnen. Ormanetto kon paus Paulus IV kalmeren doch het proces tegen Pole kwam er nooit door het overlijden van Pole in 1558.

#### Bovolone
Er restte voor Ormanetto niets anders dan terug te keren naar zijn aartspriesterschap in Bovolone, bij Agostino Lippomano, bisschop van Verona.

#### Rome
In 1563 keerde Ormanetto naar Rome terug voor nieuwe juridische opdrachten voor Curiekardinalen. Hij werd juridisch adviseur van kardinaal Bernardo Navagero, die mee het Concilie van Trente afsloot (1563). Ormanetto was bekend met deze teksten, alsook met Navagero voor wie hij twintig jaar tevoren nog gewerkt had. Nog in 1563 werd hij naar Beieren gestuurd: hij moest hertog Albrecht V van Beieren, bijgenaamd de Grootmoedige, uit het hoofd praten om leken de communie in de vorm van communiewijn te ontvangen. Dit lukte. In Rome steeg de ster van Ormanetto. 

#### Milaan
In uitvoering van het Concilie van Trente trok Ormanetto naar het aartsbisdom Milaan om orde op zaken te stellen. Het hertogdom Milaan werd door de Spanjaarden bestuurd. Carolus Borromeus, aartsbisschop van Milaan en kerkhervormer, had Ormanetto aangetrokken voor zijn hervormingsprojecten in de Milanese Kerk. Ormanetto richtte een priesterseminarie op, riep de Milanese geestelijkheid samen voor een synode, controleerde parochies en verplichtte kloosterzusters te biechten te gaan in biechtstoelen. Het protest van de kloosterzusters was zo groot dat zelfs Filips II er zich mee bemoeide: Ormanetto werd verdacht van ideeën van de “ketterse” aartsbisschop van Canterbury, Pole, te verspreiden.

#### Rome
Paus Pius V riep Ormanetto naar Rome terug (1566). In Rome moest Ormanetto, samen met anderen, kerkhervormingen van Trente uitvoeren. Ormanetto bestrafte geestelijken voor kerkelijke rechtbanken en berispte bisschoppen in de Pauselijke Staat die niet resideerden in hun bisschopsstad. Ook hier verliep de controle op kloosterzusters tumultueus. Dit leidde er zelfs toe dat Ormanetto biechtvaders van vrouwenkloosters voor Romeinse rechtbanken sleepte. In deze periode stierf zijn vriend Donato Rullo in de pauselijke gevangenis, beschuldigd van ketterij. Tegenstanders van Ormanetto verspreidden het gerucht dat ook hij ketterse ideeën verspreidde. 

### Bisschop van Padua (1570-1577)
De tegenstand van de vrouwenkloosters was zo groot dat paus Pius V onderhandelde met de Senaat van Venetië om een bisdom in de republiek te bezorgen aan Ormanetto. Dit lukte in 1570: de doge van Venetië en de paus waren akkoord om Ormanetto te benoemen in het bisdom Padua. Het duurde niet lang of in Padua nam de weerstand toe tegen bisschop Ormanetto. Met name de hervorming van de vrouwenkloosters lukte niet. Ook lutheraanse studenten aan de universiteit van Padua hadden een conflict met hem.

### Nuntius in Spanje (1572-1577)
Twee jaar later, in 1572, benoemde paus Gregorius XIII Ormanetto tot pauselijk nuntius in Madrid, aan het koninklijk hof van Filips II. De opdracht van Gregorius XIII aan Ormanetto was dubbel: 1° de anglicaanse koningin Elizabeth I tegenwerken via de Spanjaarden en 2° via de Spanjaarden de Franse steun tegen de opstandelingen in de Nederlanden te niet doen. Ormanetto slaagde niet in zijn opzet. Hij kon Filips II niet bewegen om te verhuizen naar de Nederlanden om vandaar een invasie van Engeland te leiden. Filips II weigerde zijn aanwezigheid in de Nederlanden omdat hij daar een Franse aanval vreesde. Ormanetto besteedde veel tijd om een dochter van Filips II uit te huwelijken aan de zoon van koning Hendrik II, de latere Hendrik III van Frankrijk. Ormanetto kreeg dus niets hiervan gedaan. Wel hield hij zich in Spanje bezig met juridische geschillen zoals bijvoorbeeld deze tussen de aartsbisschop van Sevilla en zijn eigen kapittel of over de hervorming van de kloosterordes der karmelieten, franciscanen en premonstratenzers. Ormanetto kende wel een diplomatiek succes in de zaak van de groothertogelijke titel in Toscane. Paus Pius V had deze in 1569 toegekend aan Cosimo I de' Medici; in 1577 erkende koning Filips II van Spanje deze titel. Ormanetto’s rol was de Spaanse erkenning van het groothertogdom Toscane na zeven jaar pauselijke druk af te kloppen. Hij stierf in Madrid in hetzelfde jaar 1577.